# Parafia św. Zygmunta w Płocku
Parafia Katedralna pw. św. Zygmunta w Płocku – parafia rzymskokatolicka należąca do dekanatu płockiego zachodniego, diecezji płockiej, metropolii warszawskiej.

## Historia
Przez kilka wieków płocka bazylika pełniła jedynie funkcję kościoła biskupiego. Dopiero 1 lipca 1965 decyzją biskupa płockiego Bogdana Sikorskiego została powołana parafia katedralna św. Zygmunta.

## Inne budowle parafialne

### Plebania
Plebania katedralna i kancelaria parafialna mieszczą się w zabytkowym budynku dawnej sufraganii, przy ul. Mostowej (odrestaurowanym w 2009).

## Duszpasterze

### Proboszczowie
- ks. prał. Stanisław Kutniewski (1965–1978)
- ks. prał. Stefan Budczyński (1978–1986)
- ks. prał. Wacław Gapiński (1986–2003)
- ks. kan. dr Janusz Filarski (2003–2009)
- ks. kan. dr Marek Zawadzki (2009–2013)
- ks. kan. Stefan Jan Cegłowski (od 2013)